# I cugini
I cugini (Les Cousins) è un film del 1959 diretto da Claude Chabrol.
Premiato con l'Orso d'oro alla 9ª edizione del Festival di Berlino, rappresenta uno dei primi esempi della nascente Nouvelle vague francese. Tra i protagonisti ci sono Gérard Blain, Jean-Claude Brialy e Juliette Mayniel.
Il film segnò l'inizio di una lunga collaborazione di Chabrol con lo sceneggiatore Paul Gégauff e con l'attrice Stéphane Audran, musa e futura moglie del regista francese.

## Trama
Il giovane e timido Charles si trasferisce dalla provincia a Parigi per terminare gli studi insieme al cugino, il frivolo e amorale Paul. Nonostante la profonda differenza di carattere, i due iniziano a frequentare gli stessi amici e a condurre una vita sregolata, finché Charles s'innamora di Florence e le dichiara il suo amore. La ragazza sceglie però di diventare l'amante di Paul e Charles decide di gettarsi anima e corpo nello studio per consolarsi. Dopo essere stato bocciato agli esami, al contrario di Paul che riesce a superarli senza fatica grazie alla sua improntitudine, Charles cade nella disperazione e tenta di uccidere nel sonno il cugino, ma sarà quest'ultimo ad ucciderlo accidentalmente.

## Colonna sonora
I seguenti brani della colonna sonora, scritti dal compositore e paroliere francese Paul Misraki, sono inclusi nella raccolta Musiques Originales de Films Vol. 2 - Nouvelle Vague pubblicata nel 1998 dalla Larghetto Music:
- Les cousins – 1:38
- Soirée a Neuilly – 3:15
- Meurtre – 1:04
- A travers Paris – 1:03
- Sometimes in my dreams – 1:11
- Indansable – 2:06

Altri brani presenti nel film sono:
- Primo movimento, dalla Sinfonia n. 40 in Sol minore K 550 di Wolfgang Amadeus Mozart – London Symphony Orchestra diretta da Josef Krips
- La morte di Sigfrido, da Il crepuscolo degli dei di Richard Wagner – Orchestre de la Société des Concerts du Conservatoire diretta da Carl Schuricht
- Preludio della morte di Isotta, da Tristano e Isotta di R. Wagner – Orchestre de la Société des Concerts du Conservatoire diretta da Carl Schuricht
- La cavalcata delle Valchirie, da La Valchiria di R. Wagner – Wiener Philharmoniker diretta da Hans Knappertsbusch

## Distribuzione
Il film è stato distribuito nelle sale francesi dall'11 marzo 1959.
Nel 1990 è stato proiettato di nuovo al Festival di Berlino, nella retrospettiva "40 Years Berlinale" dedicata ad alcuni dei film più significativi delle passate edizioni.

### Date di uscita
- Francia (Les Cousins) – 11 marzo 1959
- Svezia (Kusinerna) – 14 settembre 1959
- Germania Ovest (Schrei, wenn du kannst) – 9 ottobre 1959
- Giappone (いとこ同志) – 10 ottobre 1959
- Stati Uniti (Les Cousins) – 23 novembre 1959
- Finlandia (Rohkea nuoruus) – 30 novembre 1959
- Danimarca (Fætrene) – 14 marzo 1960
- Italia (I cugini) – 14 gennaio 1961
- Spagna (Los primos) – 17 gennaio 1969

## Accoglienza

### Critica
Il sito Rotten Tomatoes riporta il 93% di recensioni professionali con giudizio positivo e un voto medio di 8,3 su 10.
Alla sua uscita, il critico Bosley Crowther scrisse sul New York Times che Claude Chabrol «è più abile con la macchina da presa che con la penna e il film è più credibile per gli occhi di quanto non lo sia per una mente scettica, ma non è meno travolgente».